# Massimo Busacca
Massimo Busacca (Bellinzona, 6 de fevereiro de 1969) é um ex-árbitro de futebol suíço. É o actual Chefe do Departamento de Arbitragem da FIFA

Busacca é empresário e é árbitro FIFA desde janeiro de 1999. Sua primeira partida internacional foi entre Irlanda do Norte e Bulgária, em 2 de junho de 2001.
Participou da Euro 2008, Copa das Confederações de 2009 e Eliminatórias da Copa do Mundo FIFA de 2002, 2006 e 2010.
Apitou as finais da Liga Europa da UEFA de 2007 e Liga dos Campeões da UEFA de 2009 entre Barcelona e Manchester United.

## Polêmicas
Busacca se envolveu em dois escândalos em 2009: numa partida da Copa da Suíça fez gestos obscenos para torcedores que o estavam provocando e sendo suspenso por três jogos pela Federação Suíça, e por ter urinado em pleno campo de jogo numa partida no Qatar.

## Copa do Mundo
Participou na Copa do Mundo FIFA 2006 e mediou três partidas: Suécia 2x2 Inglaterra - 1ª. fase, Espanha 4x0 Ucrânia - 1ª. fase e Argentina 2x1 México nas oitavas-de-final.
Selecionado para participar da Copa do Mundo FIFA 2010, juntamente com os assistentes e compatriotas Matthias Arnet e Francesco Buragina.